# Muzaffargarh (distrikt)

Karta över provinsen Punjab med distriktet Muzaffargarh markerat

Muzaffargarh, (urdu: ضلع مظفر گڑھ) är ett distrikt i pakistanska provinsen Punjab. Administrativ huvudort är Muzaffargarh.

## Administrativ indelning
Distriktet är indelat i fyra Tehsil.
- Alipur Tehsil
- Jatoi Tehsil
- Kot Addu Tehsil
- Muzaffargarh